# Battlefield: Bad Company 2
Battlefield: Bad Company 2 (även känt som Bad Company 2 eller BF:BC2) är ett datorspel utvecklat av DICE och publicerat av Electronic Arts. Spelet släpptes till Windows, Xbox 360 och PlayStation 3 i mars 2010. Spelet är en direkt uppföljare till Battlefield: Bad Company från 2008.
I kampanjen får spelaren följa B-kompaniet från det förra spelet på ett nytt uppdrag. Spelets multiplayerläge stödjer upp till 32 personer på PC och 24 på konsol. Multiplayerdelen låter spelare slåss mot varandra i flera olika miljöer och med olika mål.
Spelet har fått mycket positiva betyg från många spelkritiker. Vid slutet av 2010 hade spelet sålts i över 5 miljoner exemplar.

## Gameplay
Battlefield: Bad Company 2 innehåller liksom föregångaren dels en enspelarkampanj och ett flerspelarläge. Spelinnehåll, såsom vapen och fordon är gemensamt för båda spellägena.

### Singleplayer
Battlefield: Bad Company 2 fortsätter historien om Preston Marlowe, George Gordon Haggard Jr., Terrence Sweetwater och Samuel D. Redford. Bad Company 2 var riktat mot att få ett spännande och seriöst kampanjläge med samma typ av humor som i första spelet, vilket var en av orsakerna till dess framgång.
Under kampanjen får spelaren tillsammans med de tre datorstyrda karaktärerna ta sig igenom ett antal sammanhängande uppdrag i Ryssland, Bolivia, Anderna, Chile och Ecuador på jakt efter ett hemligt vapen som japanerna utvecklade under Andra världskriget. Spelaren får bara bära med sig minst två vapen, men man kan plocka upp nya vapen ute på uppdragen. Man kan både plocka upp fiendevapen eller från vapenleveranser utspridda bland banorna. Ammunition till vapnen finns i ammunitionsförråd, vapenleveranserna eller från vapnen ute i slagfältet. Precis som i föregångaren har Bad Company 2 förstörbara miljöer, där spelaren nu kan rasera en hel byggnad än bara dess väggar. Den som finns i en byggnad som raseras blir då fullständigt krossad.

### Multiplayer
I flerspelarläget får spelaren slåss för antingen Ryssland eller USA på ett flertal banor i Sydamerika och Alaska. Det är klassbaserat och det finns totalt 50 olika militära grader att låsa upp.
Spelet innehåller 46 olika vapen, över 15 utrustningar och 15 fordon, inklusive nya såsom en UH-60 Black Hawk, en fyrhjuling, en patrullbåt, en vattenskoter, en ZU-23 luftvärnskanon monterad på ett pansarskyttefordon och en fjärrstyrd stridshelikopter även kallad UAV.
Spelet innehåller också ett dog-tag-system, vilket innebär att för varje spelare som dödar en motståndarspelare med kniv så erhåller spelaren en identitetsbricka (dog-tag), som innehåller information om motståndarspelaren och vilken tid som man dödade denne.
I multiplayer finns fyra olika klasser att välja mellan:
- Assault: En skyttesoldat som utgör spetsen i varje anfall. Han är beväpnad med en automatkarbin med granattillsats och en ammunitionslåda för dennes lagkamrater.
- Engineer: En ingenjör beväpnad med en ljuddämpad kulsprutepistol, ett raketgevär eller minor och en svets för att reparera fordon.
- Medic: En sjukvårdare beväpnad med en lätt kulspruta. Dessutom en defibrillator för att återuppliva nyligen fallna kamrater med och ett första hjälpen-kit för att hjälpa sårade medspelare återfå liv fortare.
- Recon: En prickskytt beväpnad med ett prickskyttegevär för att täcka anfall och bekämpa kulsprute- och pansarvärnsrobotskyttar. Han har även C4 (sprängmedel) eller en kikare för att ge order till artilleri och en radar-mina, som visar fiender inom ett visst område på mini-kartan. Det finns även vapen som går att använda på alla klasser såsom hagelgevär och pistoler. Varje klass har en mängd unika vapen och utrustningar, och fungerar som en specifik roll i varje flerspelarmatch. Varje klass erhåller erfarenhetspoäng efter varje match och uppgraderas separat.

De handlingar som spelaren utför i multiplayermatcherna, såsom att ge ammunition till sina lagkamrater, återupplivning av fallna lagkamrater och dödandet av motståndarspelare, ger spelaren poäng. De poäng man tjänar i flerspelarläget får spelarens militärrang att öka med tiden.
Med Windowsutgåvan kan upp till 32 spelare spela på samma server och på konsol kan endast 24 spelare spela på samma server. I konsolversionen delas tolvmannalagen upp i tre trupper med fyra man i varje, och i PC-versionen delas sextonmannalagen upp i fyra trupper. Om spelaren dör kan denne välja att spawnas (återuppväckas) vid en truppmedlem direkt på slagfältet.
Det finns fyra flerspelarlägen, varav två spelas med fulla lag;
- Rush, där det ena laget försvarar ett antal M-COM stationer som motståndarna ska förstöra. En M-COM station kan förstöras genom att plantera en sprängladdning, använda explosiva vapen eller om den är belägen i en byggnad så kan man förstöra byggnaden så att stationen krossas. När ett anfallande lag planterar en sprängladdning på en M-COM station så aktiveras ett larm på stationen och det försvarande laget har då en begränsad tid på sig att komma till M-COM stationen och desarmera sprängladdningen innan den detoneras. Det försvarande laget har en egen bas med ett par M-COM stationer. När båda stationerna har förstörts så utvidgas spelkartan, och en ny bas upprättas med en ny uppsättning av M-COM stationer som det försvarande laget ska retirera till. Denna process upprepas tills den sista basen med M-COM stationer förstörs, vilket gör att det anfallande laget segrar.
- Conquest, där lagen slåss om ett antal kontrollpunkter på kartan. När ett lag har intagit ett par kontrollpunkter så kan de användas som spawnpunkter för både spelare och fordon. Lagen måste hålla kontrollpunkterna till varje pris och döda motståndarlagets medlemmar.
- Squad Rush, som fungerar på samma sätt som Rush, men i mindre skala med fyra spelare per lag, som var och en indelas i en enda grupp.[8]
- Squad Deathmatch, där fyra grupper (med namnet Alpha respektive Delta) indelade i två lag ska slåss mot varandra. Det första laget som dödar femtio motståndarspelare vinner matchen.

Spelarna kan tävla mot varandra på 14 olika multiplayerbanor. Miljöerna i dessa banor är väldigt olika, det finns bland annat vinterbanor, kustbanor, djungelbanor, ökenbanor och landskapsbanor där fordonsstrider spelar en viktig roll. Majoriteten av banorna utspelar sig i landet Chile, men också i Argentina, Ryssland, Panama och USA.   
| Namn           | Plats                                       | Fakta                                                                                       | Multiplayerlägen                             |
| -------------- | ------------------------------------------- | ------------------------------------------------------------------------------------------- | -------------------------------------------- |
| Arica Harbor   | Nordvästra Chile, vid gränsen till Peru     | En ökenbana med en liten militärbas, ett bostadsområde och en hamn vid namn "Arica Harbor". | Rush, Conquest, Squad Deathmatch             |
| Atacama Desert | Atacamaöknen, Chile                         | En stor ökenbana med små bosättningar och militärbaser, bredvid en stor sjö.                | Rush, Conquest, Squad Rush, Onslaught        |
| Cold War       | Tjuktjerhalvön, Ryssland, nära Berings sund | En vinterbana med ett bostadsområde omgivet av skogar, kullar och en sjö                    | Rush, Squad Rush, Squad Deathmatch           |
| Harvest Day    | Pampas, Argentina                           | En bana täckt av stora jordbruksmarker och små bostadsområden                               | Gold Rush, Conquest                          |
| Heavy Metal    | Mendoza, Argentina                          | En lång bana bredvid en liten stad, med små bostadsområden bredvid kullar och fält          | Conquest, Squad Deathmatch                   |
| Isla Inocentes | Chile                                       | En stor kustbana med ett litet bostadsområde och en militärbas bakom den.                   | Rush, Squad Deathmatch, Onslaught            |
| Laguna Alta    | Argentina                                   | En bana som utspelar sig i en amerikansk militärbas i en dal.                               | Conquest, Squad Rush                         |
| Laguna Presa   | Norra Chile                                 | En djungelbana bredvid en stor dal med en damm.                                             | Conquest, Rush, Squad Deathmatch             |
| Nelson Bay     | Alaska, USA                                 | En vinterbana med en amerikansk ubåtsbas bredvid Alaskas kust.                              | Rush, Conquest, Squad Deathmatch, Onslaught  |
| Oasis          | Atacamaöknen, Chile                         | En ökenbana med ett flertal bosättningar bredvid en flod.                                   | Rush, Conquest, Squad Rush, Squad Deathmatch |
| Panama Canal   | Panamakanalen, Panama                       | En djungelbana som utspelar sig i en hamn med industriområden vid Panamakanalen             | Conquest, Squad Rush, Squad Deathmatch       |
| Port Valdez    | Valdez, Alaska, USA                         | En vinterbana som utspelar sig i en hamn på Alaskas kust.                                   | Rush, Squad Rush, Conquest                   |
| Valparaiso     | Utanför Valparaíso, Chile                   | En djungelbana med små militärbaser belägna vid Stilla havets kust.                         | Rush, Squad Rush, Onslaught                  |
| White Pass     | Norra delen av Klippiga bergen, USA         | En vinterbana med bostadsområden bredvid höga berg och låga dalar.                          | Rush, Conquest, Squad Deathmatch             |

## Handling
Under oktober 1944 infiltrerar sig en grupp amerikanska kommandosoldater till en japansk ö, som en del av "Operation Aurora", med uppdraget att leta och extrahera en japansk vetenskapsman som har besked om ett japanskt massförstörelsevapen. När de finner honom får de veta att den japanska vetenskapsmannen har arbetat på ett hemligt vapen med kodnamnet "The Black Weapon" (Det svarta vapnet), ett förödande vapen som utlöser en enorm elektromagnetisk puls runtomkring sig. De försöker att fly ön med hjälp av en japansk ubåt. När de kommer ut till havs bevittnar kommandosoldaterna att det svarta vapnet har detonerats och en resulterande tsunami får deras ubåt att förstöras, och tar deras liv. Denna händelse har blivit en myt inom den amerikanska armén, och ingen visste om vad som verkligen hände i Operation Aurora.
Berättelsen skiftas sedan till nutiden, då ryska trupper invaderar och ockuperar Europa, Asien och Sydamerika. Bad Company skickas på en underrättelseoperation bakom fiendens linjer i östra Ryssland, i ett försök att säkra ett ryskt massförstörelsevapen. Trots att de framgångsrikt verkställde uppdraget, visar det sig att vapnet var en stor bluff. General Braidwood förflyttar sedan Bad Company till Special Activities Division och ger dem uppdraget att leverera information till den amerikanske CIA-agenten Aguire. Detta får Sergeant Redford att bli missnöjd på eftersom han hade hoppats på att gå i pension efter hans sista uppdrag i Ryssland.
Gruppen reser till Bolivia för att leta efter Aguire. Efter många eldstrider mot lokala paramilitärer, vilka var lojala mot ryssarna, lyckas de rädda Aguire strax när en rysk soldat rövar bort honom till en väntande rysk helikopter. Bad Company får veta av Aguire att hans uppgifter om det riktiga ryska massförstörelsevapnet har stulits av ryssarna. Aguire skickar gruppen på ett uppdrag att finna hans uppgifter från en fransk satellit som styrs av en satellitbas i Anderna. Gruppen färdas till Anderna med hjälp av deras pilot Flynn och hans UH-60 Black Hawk. De infiltrerar sig till satellitbasen och Sweetwater saboterar satelliten, vilket får den att kraschlanda. När de når den havererade satelliten lyckas gruppen besegra ett ryskt motanfall, vilka hade syftet att förstöra satelliten. Medan Redford, Haggard och senare Sweetwater letar efter transport, finner Marlowe satellitens datalagringsenhet innehållande Aguires uppgifter och försöker att återvända till sina kamrater medan han tar itu med en hård snöstorm. Efter en besvärlig vandring nedför Anderna och eldstrider med ryska patruller, finner han till slut Flynns helikopter och Bad Company.
Aguire informerar gruppen om en man som var ansvarig för skapandet av det ryska massförstörelsevapnet. Hans namn var Arkady Kirilenko, en rysk överste som gruppen tidigare mötte och som de fick i uppdrag att döda under deras uppdrag i Ryssland, men som de misslyckade. Han tros vara gömd i Chile, och Bad Company reser dit för att med hjälp av amerikanska pansarstyrkor och marinsoldater att finna Kirelenko. Så småningom finner de honom, men när amerikanskt artilleri bombar Kirilenkos kontor, lyckas han fly. Sweetwater påträffar från Kirilenkos papper att det finns ett fraktgods från ett förlorat fartyg kallad "Sangre del Toro", där ytterligare underrättelser finns att skaffa. Marlowe finner fartyget och skaffar där en journal angående Operation Aurora, där de får veta sanningen om operationen.
Samtidigt som gruppen reser till Ecuador för att möta Aguire, blir deras helikopter nedskjuten och de blir separerade. Sweetwater och Marlowe lyckas finna varandra, och efter att de besegrar en milisstyrka i området finner de resten av gruppen. De strider genom ryska militärbaser, och hittar sedan Flynn. De reser sedan till en helikopterbas och återtar Flynns helikopter. Gruppen kommer sedan till Aguires mötesplats och Marlowe ger honom hans uppgifter. Redford kräver att få veta vad som pågår, men Aguire riktar sin pistol mot gruppen och plötsligt dyker Kirelenko och hans män upp. Aguire har lurat truppen genom att i hemlighet ha allierat sig med Kirelenko, som var hans rival i jakten på massförstörelsevapnet. Aguire ville ta hämnd mot USA för vad som hände med hans far, som var en av kommandosoldater som deltog och dog i Operation Aurora. Trots alliansen förråder Kirelenko Aguire och dödar honom. Flynn går till aktion och räddar gruppen på bekostnad av sitt eget liv, när hans helikopter förstörs av ett ryskt raketgevär.
Gruppen sörjer för Flynns bortgång, men de får senare höra en radio från en rysk soldat, samma som sköt ner Flynn. Den använder de sedan för att hitta Kirilenkos position. De börjar gå mot staden Quito, där de strider mot ryska trupper och milissoldater. När de kommer till en flod bevittnar de en stor eldstrid mellan amerikanska och ryska trupper. När kampen når sitt klimax detonerar det ryska massförstörelsevapnet och förintar de amerikanska styrkorna. Alla utom Marlowe blir missmodiga om det fruktade vapnet, men Marlowe uppmuntrar dem att fortsätta jakten på Kirilenko och vapnet. De påträffar ett fraktplan, där Kirilenko och massförstörelsevapnet är ombord i. De beslutar att kapa planet och infiltrerar den precis när den avgår. Efter en eldstrid för att kunna nå förarhytten finner de att den är tom. Gruppen återvänder till lastrummet och finner sedan Kirilenko, som försöker att detonera massförstörelsevapnet på nytt, men denna gång i Texas. Med hjälp av sprängämnen från planets vapenarsenal, lyckas gruppen förstöra vapnet och försöker sedan fly från det kraschande planet. Sweetwater försöker ge Marlowe den sista fallskärmen, men Kirilenko tacklar honom och Marlowe blir tvungen att dyka ut från planet i fritt fall och döda Kirilenko med sin pistol.
Sweetwater ger Marlowe den sista fallskärmen i luften, och de landstiger i Texas tillsammans med resten av gruppen. När de börjar fira deras seger anländer General Braidwood och ber dem att följa med honom, eftersom ryssarna invaderar genom Alaska, till gruppens besvikelse. Under den sista filmsekvensen av spelet kan man se att ryska styrkor svärmar genom Alaska och Kanada, och når USA:s nordgräns.

## Soundtrack
Spelets soundtrack gavs ut den 2 februari 2010 och innehåller 11 låtar komponerade av Mikael Karlsson (kompositör).
- 1. The Storm (Main Theme) (04:30)
- 2. The Secret Revealed (04:01)
- 3. Cold War (00:49)
- 4. Snowy Mountains (3:03)
- 5. The Ancient Weapon (03:50)
- 6. Operation Aurora (1:14)
- 7. Snowblind (00:43)
- 8. The Storm (Edit) (1:01)
- 9. The Secret Revealed (Edit) (1:01)
- 10. Snowy Mountains (Edit) (1:00)
- 11. The Ancient Weapon (Edit) (0:58)

## Utgåvor och andra delar

### Limited Edition
Limited Edition är en förhandsbeställning av spelet och innehåller vapen och funktioner som inte originalspelet har, som en M1A1 Thompson gevär och en M1911 pistol, samt fyra fordon. Man får ett förbättrat fordonspansar som minskar effekten från både explosiva och penetrerande vapen. Man kan beväpna sig med en spårutrustningspistol, som är tillverkad för att avfyra en sändare på ett fordon, som spelaren eller lagkamraten skjuter med en raketgevär så att fordonet blir ett rörligt mål för raketen. Nya vapen finns monterade på alla bepansrade fordon. Man kan använda sig av det elektroniska krigföringspaketet som man kan användas för att upptäcka fiendeenheter som befinner sig i närheten av spelarens fordon.

### Ultimate Edition
Ultimate Edition är en utgåva som släpptes den 31 augusti 2010. Denna utgåva innehåller en förhandstitt av Battlefield 3, "Onslaught mode" - där 4 spelare i co-op-läge kämpar mot datorstyrda elittrupper, samt Limited Edition föremål som de fyra fordonen och de två vapnen.

### Vietnam expansion
Den 22 december 2010 släpptes expansionspaketet Vietnam till Battlefield: Bad Company 2. Expansionspaketet innehåller 5 helt nya banor, 15 vapen och 6 fordon från Vietnamkriget.
De nya fordonen är en M48-Stridsvagn, en T54-Stridsvagn, en Huey-Helikopter, en Auto-Rickshaw, en M15A-Jeep, en GAZ69-Jeep och en MkII patrullbåt.
Man har satsat mycket på ljud, och har lagt till många nya ljudeffekter. Man har även lagt till 2 timmar klassisk 60-talsmusik.

## Mottagande och Försäljning
| Mottagande      | Mottagande                             |
| Samlingsbetyg   | Samlingsbetyg                          |
| Tjänst          | Betyg                                  |
| --------------- | -------------------------------------- |
| Gamerankings    | 89.10% (X360) 88.86% (PS3) 88.28% (PC) |
| Metacritic      | 87% (PC) 88% (PS3/X360)                |
| Recensionsbetyg |                                        |
| Publikation     | Betyg                                  |
| 1UP.com         | A-                                     |
| Edge            | 8/10                                   |
| Eurogamer       | 9/10                                   |
| Famitsu         | 34/40                                  |
| Game Informer   | 9.5/10                                 |
| Gamepro         | 5/5                                    |
| Gamespot        | 9.0/10                                 |
| Gamespy         | [ 20 ]                                 |
| Gametrailers    | 9.1/10                                 |
| Gamezone        | 9/10                                   |
| IGN             | 8.9/10                                 |
| X-Play          | 4/5                                    |
| Gamereactor     | 8/10                                   |

Battlefield: Bad Company 2 fick en hel del höga betyg från många spelkritiker, många som berömde spelets engagerande singleplayer, minnesvärda karaktärer, förstörbara miljöer och framförallt det fantastiska multiplayerläget. Playstation 3 och Xbox 360-versionerna av spelet fick en sammanräknad poäng på 88 procent av Metacritic, medan Windowsversionen fick 87 procent.
Under mars 2010 hade spelet sålts i 2.300.000 exemplar i Europa och Nordamerika. I maj 2010 hade spelet sålt mer än 5 miljoner exemplar, som senare växte till nästan 6 miljoner exemplar i november. Den 30 juni 2011 hade spelet sålts i över 9 miljoner exemplar på samtliga plattformar.